# El Rubí, Minatitlán
El Rubí är en ort i Mexiko.   Den ligger i kommunen Minatitlán och delstaten Veracruz, i den sydöstra delen av landet, 500 km öster om huvudstaden Mexico City. El Rubí ligger 20 meter över havet och antalet invånare är 248.
Terrängen runt El Rubí är mycket platt. Runt El Rubí är det ganska glesbefolkat, med 31 invånare per kvadratkilometer. Närmaste större samhälle är Minatitlán, 19,5 km nordväst om El Rubí. Omgivningarna runt El Rubí är en mosaik av jordbruksmark och naturlig växtlighet.